# دیزی (ترانه)
«دیزی» (به انگلیسی: Dizzy، به معنای گیج، سرگشته یا حیران) نام یک تک‌آهنگ از تامی رو است که در سال ۱۹۶۹ در سطح جهانی گل کرد. این ترانه به صدر فهرست ۱۰۰ آهنگ داغ بیلبورد رسیده بود.